# Autostrada A82 (Franța)
Autostrada A82 este o autostradă franceză scurtă, situată între Orvault și Sautron, la nord-vest de Nantes, în departamentul Loire-Atlantique. Inițial, era prevăzut ca aceasta să facă legătura între Brest și Nantes, acoperind astfel întreg sudul regiunii Bretania.

## Abandonarea proiectului Nantes-Brest
În anii 1990, era prevăzut ca întreaga RN 165 să fie adusă la standarde de autostradă până la Brest. Odată finalizate aceste lucrări, RN 165 urma să devină parte integrantă a A82.
Pentru aceasta, s-ar fi lărgit sau creat benzi de urgență, s-ar fi corectat anumite curbe periculoase (în special curbele de la Daoulas), iar unele ieșiri ar fi fost reconfigurate (benzi de accelerare și decelerare prea scurte).
De asemenea, drumul expres urma să adopte o semnalizare conformă cu standardele autostradelor, incluzând ieșiri numerotate, panouri albastre, cartușe „A82” și indicatoare „intrare/ieșire de autostradă” la nodurile rutiere. Totodată, s-ar fi creat zone de odihnă de-a lungul traseului.
La sfârșitul anului 2014, proiectul este abandonat.
Prefectura regiunii Bretania declară, în septembrie 2014, că „aducerea drumurilor naționale bretone la standarde de autostradă a fost un proiect studiat în anii ’80-’90, dar care nu mai este de actualitate”.
În octombrie 2014, Direcția Regională a Drumurilor din Vest confirmă definitiv abandonarea proiectului: „Continuăm să realizăm lucrări, dar acest lucru nu mai face parte dintr-o ambiție globală [...] Nu se pune problema transformării RN 165 și RN 12 în autostrăzi, indiferent de orizontul de timp (2017, 2020 sau 2025).”

## Traseu
| De la Boulevard Périphérique de Nantes până la Orvault; secțiune gratuită, neconcesionată, administrată de DIR Ouest. | |            |
| Intersecție | Nod rutier între A844, RN844 și A82: Nantes-sud, La Roche-sur-Yon, Bordeaux; Nantes-nord, Angers, Poitiers, Paris. | A844 RN844 |
| A82 E60 | |            |
| 1 - Orvault-Bourg | Orașe deservite: Orvault, Sautron (nod rutier parțial).                                                            | M75        |
| 2 - Orvault | Orașe deservite: Orvault, Saint-Herblain, Nantes, Sautron, Hôpital Nord-Laënnec (nod rutier parțial).              | M765       |
| A82 E60 | |            |
| RN165 E60 | |            |